# Il meglio dei racconti di Agatha Christie
Il meglio dei racconti di Agatha Christie, pubblicato in Italia nel giugno 1990, è una raccolta di racconti di Agatha Christie.
Comprende 32 piccoli capolavori scelti da diverse raccolte della Christie:
- Hercule Poirot indaga, Poirot investigates, 1925
- In tre contro il delitto, The regatta Mystery, 1931
- Testimone d'accusa e altre storie, Witness for the Prosecution, 1924
- Tre topolini ciechi e altre storie, Three Blind Mice and Other Stories, 1925
- Il mondo di Hercule Poirot, The Under Dog and Other Sories, 1923
- Appuntamento con la paura, Double Sin, 1961
- Tommy e Tuppence: in due s'indaga meglio, Partners in crime, 1929
- La dama velata e altre storie, The Veiled Lady and Other Stories, 1923
- Parker Pyne indaga, Parker Pyne investigates, 1932

## Racconti
Cinque storie per cominciare
- Tre topolini ciechi
- Testimone d'accusa
- Il villino degli usignoli
- La disgrazia
- La lanterna

Le indagini di Hercule Poirot
- La tragedia di Mardson Manor
- Il mistero di Hunter's Lodge
- La maledizione della tomba egizia
- Il furto di gioielli al Grand Metropolitan
- La sparizione del signor Davenheim
- L'espresso per Plymouth
- L'eredità dei Lemesurier
- Accadde in Cornovaglia
- Doppia colpa
- Doppio indizio
- La dama velata
- La scatola di cioccolatini
- Il mistero della cassapanca spagnola
- Il sogno
- La torta di more
- Nido di vespe
- Il rubino

Le storie di Miss Marple
- Miss Marple racconta una storia
- Diritto d'asilo
- Il caso della domestica perfetta
- Uno scherzo arguto
- Omicidio su misura
- Le maledizioni della strega

Tre casi per Parker Pyne
- La stella del mattino
- Il caso del militare scontento
- Il caso del marito scontento

Tommy e Tuppence
- La teiera

## Curiosità
- Dal racconto "Tre topolini ciechi" è stata tratta la commedia "Trappola per topi".
- La trama de "Le maledizioni della strega" è stata poi ampliata dalla Christie nel suo romanzo "Nella mia fine è il mio principio".
- I topolini ciechi nel film Shrek sono un chiaro riferimento al racconto.

## Edizioni
- Agatha Christie, Il meglio dei racconti di Agatha Christie, collana Oscar Mondadori, Mondadori, 1990,  p. 647, ISBN 978-88-04-50760-4.